# Варпалота
Ва́рпалота (венг. Várpalota) — город на западе Венгрии в медье Веспрем. Четвёртый по населению город медье. Население — 21 060 человек (2006).
Расположен в 25 километрах на северо-восток от столицы медье — Веспрема и в 20 километрах к западу от Секешфехервара. Через город проходят автомагистраль Е66 Секешфехервар-Веспрем—Кёрменд—Ильц и железнодорожная линия Секешфехервар—Веспрем—Целльдёмёльк.
Город образован в 1952 году путём объединения трёх небольших посёлков — Варпалота, Пет и Инота (венг.). В советский период в его окрестностях разрабатывались месторождения лигнита. В самом городе построено несколько больших промышленных предприятий (например, Инотский алюминиевый завод). После падения советского строя шахты были закрыты, что вызвало большой отток местного населения.
Главная достопримечательность города — хорошо сохранившийся средневековый замок. Неподалёку от Варпалоты находится крепость Баторкё 1288 года постройки.

## Население
| Год  | Численность | Численность |
| ---- | ----------- | ----------- |
| 2006 | 21 060      |             |
| 2013 | 20 307      | [ 2 ]       |
| 2014 | 20 106      | [ 3 ]       |
| 2018 | 19 484      | [ 4 ]       |
| 2021 | 19 382      | [ 5 ]       |
| 2022 | 19 575      | [ 6 ]       |
| 2023 | 19 624      | [ 7 ]       |
| 2024 | 19 395      | [ 1 ]       |

## Города-побратимы
- Вольфсберг, Австрия
- Градец, Хорватия
- Кремница, Словакия
- Пашкань, Румыния
- Петрошани, Румыния
- Словень-Градец, Словения
- Фермо, Италия
- Челядзь, Польша